# Братян
Братян (пол. Bratian, нім. Bratyan) — село в Польщі, у гміні Нове-Място-Любавське Новомейського повіту Вармінсько-Мазурського воєводства.
Населення — 1993 особи (2011).

## Демографія
Демографічна структура станом на 31 березня 2011 року:
|          | Загалом | Допрацездатний вік | Працездатний вік | Постпрацездатний вік |
| -------- | ------- | ------------------ | ---------------- | -------------------- |
| Чоловіки | 998     | 242                | 679              | 77                   |
| Жінки    | 995     | 227                | 619              | 149                  |
| Разом    | 1993    | 469                | 1298             | 226                  |